# Trường Võ bị Quốc gia Đà Lạt
Trường Võ bị Quốc gia Đà Lạt là một cơ sở cao cấp đào tạo sĩ quan của Quân đội Quốc gia Việt Nam và Quân lực Việt Nam Cộng hòa. Ngoài mục đích chính là huấn luyện quân sự, Trường còn có giáo trình phổ thông ngang bậc Đại học song song với giáo trình Quân sự để đào tạo học viên. Do đó, học viên được đào tạo ở Trường được gọi là Sinh viên sĩ quan. Trường tồn tại và hoạt động trong 25 năm từ năm 1950 cho đến năm 1975 thì chấm dứt.

## Lịch sử hình thành
Ngày 1 tháng 12 năm 1948, Chính phủ Quốc gia Việt Nam thành lập Trường Sĩ quan Việt Nam ở địa danh Đập Đá, Huế (trên hữu ngạn sông Hương), với sự hỗ trợ của Quân đội Pháp. Mục đích đào tạo sĩ quan chỉ huy cho Quân đội Quốc gia Việt Nam. Sau hai năm, khi đã đào tạo được 2 khóa là khóa 1 Phan Bội Châu (1948-1949) và khóa 2 Quang Trung (1949-1950) tại Huế, trường sở được chuyển về Đà Lạt sáp nhập với Trường Võ bị Liên quân Viễn Đông của Quân đội Pháp và đổi tên thành Trường Võ bị Liên quân Đà Lạt, ngày 1 tháng 10 năm 1950 khai giảng khóa 3 Trần Hưng Đạo. Nhiệm vụ của trường (khi ở Huế và sau đó về Đà Lạt) là đào tạo sĩ quan Trung đội trưởng. Khóa 1 và khóa 2 (Huế), hơn 150 sĩ quan tốt nghiệp với cấp bậc Thiếu úy và Chuẩn úy. Ở Đà Lạt các khóa từ khóa 3 đến khóa 12 tuỳ theo nhu cầu, các sinh viên sĩ quan học từ 7 tháng đến hơn 1 năm.
Sang thời Đệ Nhất Cộng hòa Việt Nam, Chính phủ Ngô Đình Diệm cải tổ lại và kể từ ngày 29 tháng 7 năm 1959 theo nghị định của Bộ Quốc phòng đổi tên thành trường Võ bị Quốc gia Việt Nam với nhiệm vụ huấn luyện sĩ quan hiện dịch để cung cấp cho ba Quân chủng: Hải quân, Lục quân, và Không quân của Quân đội Việt Nam Cộng hòa. Khác với Trường Sĩ quan Trừ bị Thủ Đức huấn luyện sĩ quan trừ bị, trường Võ bị Đà Lạt đào tạo sĩ quan võ bị, chọn binh nghiệp làm chính. Cùng với năm cơ sở khác đào tạo sĩ quan cho Quân lực Việt Nam Cộng hòa là Đại học Chiến tranh Chính trị ở Đà Lạt, Trường Sĩ quan Trừ bị Thủ Đức ở Gia Định, Trường Sĩ quan Không quân, Trường Sĩ quan Hải quân và Trường Hạ sĩ quan Đồng Đế ở Nha Trang. Năm 1961, cơ sở học đường mới của trường Võ bị Quốc gia được xây cất trên ngọn đồi 1515 ở phía bắc Thành phố Đà Lạt.

## Khóa học

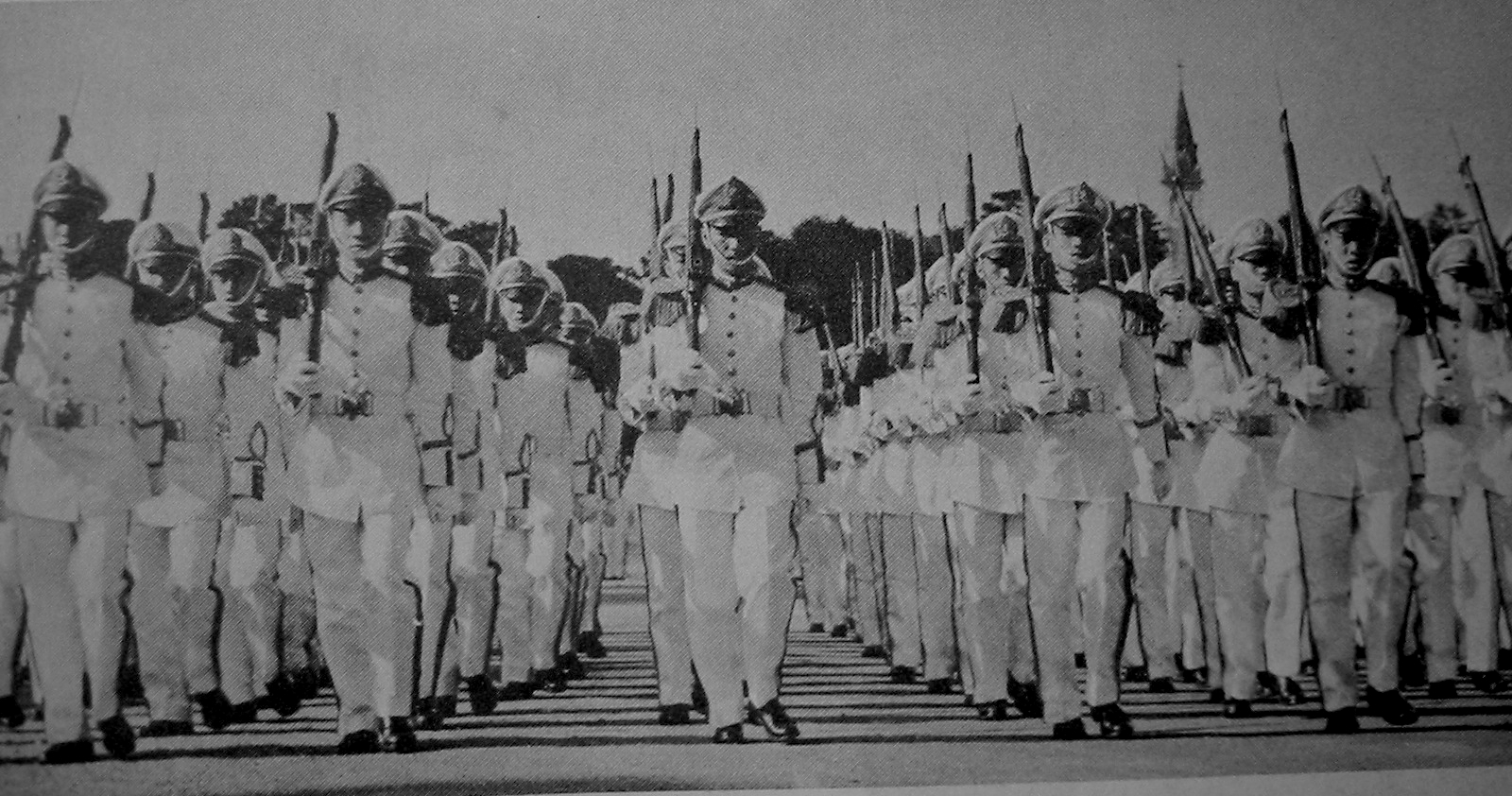
Học viên diễn hành

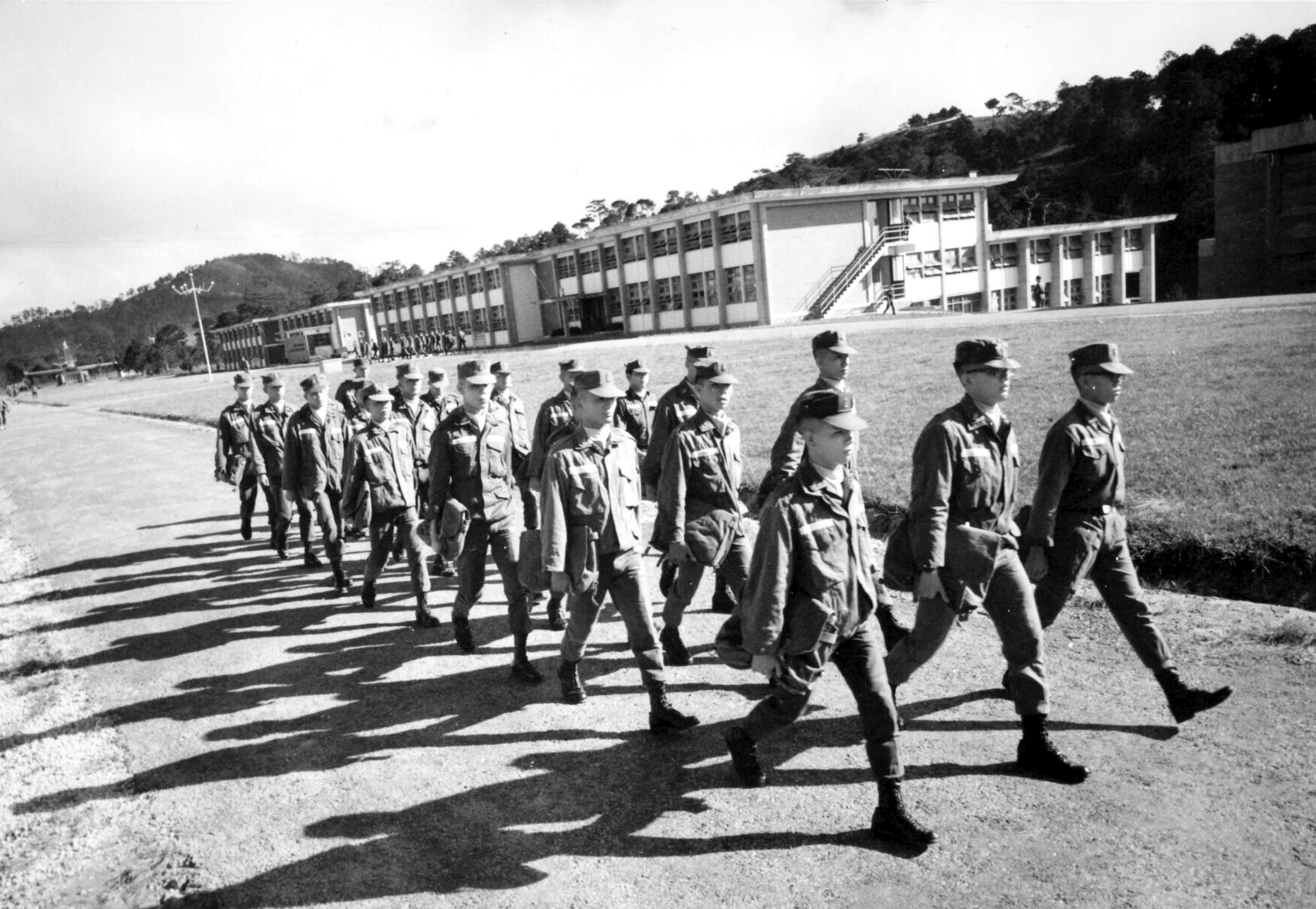
Học viên tuần hành

Khi mới thành lập năm 1948 thời gian huấn luyện và đào tạo là chín tháng. Năm 1957 tăng lên thành 12 tháng rồi đến năm 1961 là hai năm. Đến giữa thập niên 1960, khóa học của trường Võ bị Đà Lạt là chương trình 3 năm sau lại tăng lên 4 năm (bắt đầu áp dụng từ năm 1966). Học trình lúc đầu tương đương với hệ Cao đẳng, sinh viên mãn khóa coi như hoàn tất bằng Tú tài toàn phần và được nhận chứng chỉ tốt nghiệp tương đương với bằng Kỹ sư. Đến năm 1966 thì chứng chỉ tốt nghiệp ngang hàng với bằng Cử nhân Đại học, tương đương với các trường Võ bị Quốc tế. Hai năm đầu sinh viên mang cấp Trung sĩ, hai năm sau là Chuẩn úy. Sinh viên học xong 4 năm thì tốt nghiệp với cấp bậc Thiếu úy.
Khóa học có những môn vũ khí, truyền tin, tác chiến. Lý thuyết được bổ túc với phần thực tập. Trường lấy Học viện West Point của Hoa Kỳ làm mẫu.
Hai năm đầu chương trình học cho các sinh viên đều giống nhau. Bắt đầu từ năm thứ ba trở đi thì tách ra ba Quân chủng riêng biệt, trong đó tỷ số 1/8 thuộc Không quân, 1/8 thuộc Hải quân và 3/4 thuộc Lục quân.

## Khóa Võ bị từ Huế đến Đà Lạt
| Khóa | Tên khóa Niên khóa Tên Thủ khoa                 | Thời gian                         | Sĩ số Khóa sinh | Chỉ huy                                          | Tên Trường              | Chú thích |
| ---- | ----------------------------------------------- | --------------------------------- | --------------- | ------------------------------------------------ | ----------------------- | --- |
| 1    | Phan Bội Châu 1948-1949 Nguyễn Hữu Có           | 1/10/1948 1/6/1949 (8 tháng)      | 64/56           | Trung tá Chaix                                   | Trường Sĩ quan Việt Nam | Trường được thành lập để huấn luyện và đào tạo sĩ quan tại Huế                                                       |
| 2    | Quang Trung 1949-1950 Hồ Văn Tố                 | 1/9/1949 1/7/1950 (10 tháng)      | 109/103         | Trung tá Chaix                                   | Trường Sĩ quan Việt Nam | Trường được thành lập để huấn luyện và đào tạo sĩ quan tại Huế                                                       |
| 3    | Trần Hưng Đạo 1950-1951 Bùi Dinh                | 1/10/1950 1/7/1951 (9 tháng)      | 143/135         | Trung tá Đại tá Gribius                          | Võ bị Liên quân Đà Lạt  | Di chuyển về Đà Lạt, sáp nhập với trường Võ bị Liên quân Viễn Đông của Quân đội Liên hiệp Pháp                       |
| 4    | Lý Thường Kiệt 1951 Nguyễn Cao                  | 1/4/1951 1/12/1951 (7 tháng)      | 120/100         | Trung tá Đại tá Gribius                          | Võ bị Liên quân Đà Lạt  | |
| 5    | Hoàng Diệu 1951-1952 Dương Hiếu Nghĩa           | 25/7/1951 20/4/1952 (9 tháng)     | 250/246         | Thiếu tá Le Fort                                 | Võ bị Liên quân Đà Lạt  | |
| 6    | Đinh Bộ Lĩnh 1951-1952 Lý Tòng Bá               | 16/12/1951 1/10/1952 (9,5 tháng)  | 200/183         | Thiếu tá Le Fort                                 | Võ bị Liên quân Đà Lạt  | |
| 7    | Ngô Quyền 1952-1953 Trương Quang Ân             | 16/5/1952 1/2/1953 (8,5 tháng)    | 163/150         | Thiếu tá Le Fort                                 | Võ bị Liên quân Đà Lạt  | |
| 8    | Hoàng Thụy Đông 1952-1953 Nguyễn Bá Thìn        | 27/10/1952 28/6/1953 (8 tháng)    | 222/163         | Thiếu tá Le Fort                                 | Võ bị Liên quân Đà Lạt  | |
| 9    | Huỳnh Văn Louis 1953 Nguyễn Thành Toại          | 1/1/1953 1/8/1953 (7 tháng)       | 180/150         | Thiếu tá Cheviotte                               | Võ bị Liên quân Đà Lạt  | |
| 9B   | Đống Đa 1953-1954 Nguyễn Xuân Diệu              | 1/9/1953 16/3/1954 (6,5 tháng)    | 120/116         | Thiếu tá Cheviotte                               | Võ bị Liên quân Đà Lạt  | |
| 10   | Trần Bình Trọng 1953-1954 Nguyễn Tấn Đạt        | 1/10/1953 1/6/1954 (8 tháng)      | 525/442         | Thiếu tá Cheviotte                               | Võ bị Liên quân Đà Lạt  | |
| 10B  | Cương Quyết 1954 Ngô Văn Lợi                    | 19/3/1954 1/10/1954 (6,5 tháng)   | 319/298         | Trung tá Cheviotte                               | Võ bị Liên quân Đà Lạt  | |
| FACS | Khóa cấp tốc Trung đội trưởng 1954              | 01/6/1954 01/10/1954 (4 tháng)    | 240/210         | Trung tá Cheviotte                               | Võ bị Liên quân Đà Lạt  | Khóa sinh là những Hạ sĩ quan từ các đơn vị được chọn để đào tạo cấp tốc, tốt nghiệp với cấp bậc Chuẩn úy hiện dịch. |
| 11   | Phạm Công Quân 1954-1955 Ngô Văn Phát           | 1/10/1954 1/5/1955 (7 tháng)      | 186/162         | Trung tá Cheviotte Tr/tá Chuân                   | Võ bị Liên quân Đà Lạt  | Bắt đầu giai đoạn Sĩ quan Pháp chuyển chức vụ Chỉ huy trưởng qua sĩ quan Việt Nam                                    |
| 11B  | Vương Xuân Sỹ 1954-1955 Nguyễn Văn Ngà          | 1/11/1954 1/11/1955 (12 tháng)    | 210/200         | Trung tá Cheviotte Tr/tá Chuân                   | Võ bị Liên quân Đà Lạt  | |
| 12   | Cộng Hòa 1955-1956 Phạm Phùng                   | 24/10/1955 2/12/1956 (14 tháng)   | 186/147         | Tr/tá Chuân Tr/tá Thiệu                          | Võ bị Liên quân Đà Lạt  | |
| 13   | Thống Nhất 1956-1958 Nguyễn Văn Bá              | 24/4/1956 13/4/1958 (23,5 tháng)  | 210/198         | Tr/tá Thiệu Đ/tá Tố                              | Võ bị Liên quân Đà Lạt  | |
| 14   | Nhân Vị 1957-1960 Nguyễn Cao Đàm                | 4/2/1957 17/1/1960 (35,5 tháng)   | 137/124         | Đ/tá Tố Tr/tá Thiệu Tr/tướng Kim                 | Võ bị Quốc gia Việt Nam | |
| 15   | Lê Lợi 1958-1961 Võ Trung Thứ                   | 5/4/1958 3/6/1961 (38 tháng)      | 64/57           | Tr/tá Thiệu Tr/tướng Kim Đ/tá Huyến              | Võ bị Quốc gia Việt Nam | |
| 16   | Ấp Chiến Lược 1959-1962 Bùi Quyền               | 23/11/1959 22/12/1962 (37 tháng)  | 326/226         | Tr/tướng Kim Đ/tá Huyến                          | Võ bị Quốc gia Việt Nam | |
| 17   | Lê Lai 1960-1963 Vĩnh Nhi                       | 11/11/1960 30/3/1963 (28,5 tháng) | 210/189         | Đ/tá Huyến                                       | Võ bị Quốc gia Việt Nam | |
| 18   | Bùi Ngươn Ngãi 1961-1963 Nguyễn Anh Vũ          | 23/11/1961 23/11/1963 (24 tháng)  | 201/191         | Đ/tá Huyến                                       | Võ bị Quốc gia Việt Nam | |
| 19   | Nguyễn Trãi 1962-1964 Võ Thành Kháng            | 23/11/1962 28/10/1964 (23 tháng)  | 412/391         | Đ/tá Huyến Th/tướng Oai Đ/tá Trung Ch/tướng Kiểm | Võ bị Quốc gia Việt Nam | |
| 20   | Nguyễn Công Trứ 1963-1965 Quách Tinh Cần        | 7/12/1963 20/11/1965 (23,5 tháng) | 425/407         | Th/tướng Oai Đ/tá Trung Ch/tướng Kiểm Đ/tá Thơ   | Võ bị Quốc gia Việt Nam | |
| 21   | Chiến Thắng Nông thôn 1964-1966 Mai Văn Hóa     | 4/12/1964 26/11/1966 (23,5 tháng) | 248/235         | Ch/tướng Kiểm Đ/tá Trung Đ/tá Thơ Đ/tá Nhận      | Võ bị Quốc gia Việt Nam | |
| 22A  | Huỳnh Văn Thảo 1965-1967 Nguyễn Văn An          | 6/12/1965 2/12/1967 (24 tháng)    | 184/173         | Đ/tá Thơ Đ/tá Nhận                               | Võ bị Quốc gia Việt Nam | |
| 22B  | Trương Quang Ân 1965-1969 Nguyễn Đức Phống      | 6/12/1965-12/12/1969 (48 tháng)   | 92/92           | Đ/tá Nhận Th/tướng Thi                           | Võ bị Quốc gia Việt Nam | |
| 23   | Nguyễn Đức Phống 1966-1970 Trần Vĩnh Thuấn      | 18/12/1966 18/12/1970 (48 tháng)  | 282/241         | nt                                               | Võ bị Quốc gia Việt Nam | |
| 24   | Đỗ Cao Trí 1967-1971 Vũ Xuân Đức                | 7/12/1967 17/12/1971 (48 tháng)   | 312/245         | Đ/tá Nhận Th/tướng Thi                           | Võ bị Quốc gia Việt Nam | |
| 25   | Quyết Chiến Tất Thắng 1968-1972 Nguyễn Anh Dũng | 10/12/1968 15/12/1972 (48 tháng)  | 298/260         | Th/tướng Thi Th/tướng Thơ                        | Võ bị Quốc gia Việt Nam | |
| 26   | Nguyễn Viết Thanh 1969-1974 Nguyễn Văn Lượng    | 24/12/1969 18/1/1974 (48,5 tháng) | 196/175         | Th/tướng Thi Th/tướng Thơ                        | Võ bị Quốc gia Việt Nam | |
| 27   | Trương Hữu Đức 1970-1974 Hoàng Văn Nhuận        | 26/12/1970 27/12/1974 (48 tháng)  | 192/182         | Th/tướng Thi Th/tướng Thơ                        | Võ bị Quốc gia Việt Nam | |
| 28   | Nguyễn Đình Bảo 1971-1975 Hồ Thanh Sơn          | 24/12/1971 21/4/1975 (40 tháng)   | 298/255         | Th/tướng Thi Th/tướng Thơ                        | Võ bị Quốc gia Việt Nam | Mãn khóa sớm |
| 29   | Hoàng Lê Cường 1972-1975 Đào Công Hương         | 29/12/1972 21/4/1975 (28 tháng)   | 315/291         | Th/tướng Thơ                                     | Võ bị Quốc gia Việt Nam | Mãn khóa sớm |
| 30   | Không tên 1974-1975                             | 26/1/1974-30/4/1975 (15 tháng)    | 223/222         | Th/tướng Thơ                                     | Võ bị Quốc gia Việt Nam | Đang thụ huấn |
| 31   | Không tên 1975                                  | 10/1/1975 30/4/1975 (3,5 tháng)   | 240/236         | Th/tướng Thơ                                     | Võ bị Quốc gia Việt Nam | Đang thụ huấn |

## Thành quả
Trong một thời gian dài Trường Võ bị Quốc gia Việt Nam (kể cả hai khóa ở Huế) đã huấn luyện và đào tạo cho Quân lực Việt Nam Cộng hòa được 35 khóa, 33 khóa đã thực sự ra trường với 6.583 sĩ quan hiện dịch (không tính số khóa sinh đang thụ huấn ở 2 khóa 30 và 31). Trong số đó có được 61 vị tướng lãnh (tại Huế 19 vị, tại Đà Lạt 42 vị).

## Tướng lĩnh xuất thân từ Võ bị Quốc gia Huế
| Stt | Họ và Tên          | Cấp bậc     | Năm phong cấp | Khóa học | Chú thích  |
| --- | ------------------ | ----------- | ------------- | -------- | ---------- |
| 1   | Tôn Thất Đính      | Trung tướng | 1963          | Khóa 1   |            |
| 2   | Nguyễn Hữu Có      | Trung tướng | 1965          | Khóa 1   |            |
| 3   | Đặng Văn Quang     | Trung tướng | 1965          | Khóa 1   |            |
| 4   | Nguyễn Văn Thiệu   | Trung tướng | 1965          | Khóa 1   |            |
| 5   | Nguyễn Văn Mạnh    | Trung tướng | 1970          | Khóa 2   |            |
| 6   | Ngô Du             | Trung tướng | 1970          | Khóa 2   |            |
| 7   | Trần Văn Trung     | Trung tướng | 1971          | Khóa 1   |            |
| 8   | Trần Thanh Phong   | Trung tướng | 1972          | Khóa 2   | Truy thăng |
| 9   | Hồ Văn Tố          | Thiếu tướng | 1958          | Khóa 2   |            |
| 10  | Huỳnh Văn Cao      | Thiếu tướng | 1958          | Khóa 2   |            |
| 11  | Tôn Thất Xứng      | Thiếu tướng | 1964          | Khóa 1   |            |
| 12  | Nguyễn Văn Chuân   | Thiếu tướng | 1965          | Khóa 1   |            |
| 13  | Hoàng Văn Lạc      | Thiếu tướng | 1969          | Khóa 2   |            |
| 14  | Bùi Đình Đạm       | Thiếu tướng | 1970          | Khóa 1   |            |
| 15  | Lê Ngọc Triển      | Thiếu tướng | 1970          | Khóa 2   |            |
| 16  | Nguyễn Thanh Sằng  | Thiếu tướng | 1972          | Khóa 2   |            |
| 17  | Phan Xuân Nhuận    | Chuẩn tướng | 1966          | Khóa 1   |            |
| 18  | Nguyễn Thành Hoàng | Chuẩn tướng | 1968          | Khóa 2   |            |
| 19  | Lê Trung Tường     | Chuẩn tướng | 1974          | Khóa 2   |            |

## Tướng lĩnh xuất thân từ Võ bị Quốc gia Đà Lạt
| Stt | Họ và Tên         | Cấp bậc     | Năm phong cấp | Khóa học | Chú thích             |
| --- | ----------------- | ----------- | ------------- | -------- | --------------------- |
| 1   | Hoàng Xuân Lãm    | Trung tướng | 1967          | Khóa 3   |                       |
| 2   | Lữ Lan            | Trung tướng | 1969          | Khóa 3   |                       |
| 3   | Dư Quốc Đống      | Trung tướng | 1970          | Khóa 5   |                       |
| 4   | Nguyễn Viết Thanh | Trung tướng | 1970          | Khóa 4   | Truy thăng            |
| 5   | Phan Trọng Chinh  | Trung tướng | 1970          | Khóa 5   |                       |
| 6   | Lâm Quang Thi     | Trung tướng | 1971          | Khóa 3   |                       |
| 7   | Nguyễn Xuân Thịnh | Trung tướng | 1971          | Khóa 3   |                       |
| 8   | Phạm Quốc Thuần   | Trung tướng | 1971          | Khóa 5   |                       |
| 9   | Nguyễn Văn Minh   | Trung tướng | 1972          | Khóa 4   |                       |
| 10  | Nguyễn Vĩnh Nghi  | Trung tướng | 1974          | Khóa 5   |                       |
| 11  | Nguyễn Văn Toàn   | Trung tướng | 1974          | Khóa 5   |                       |
| 12  | Nguyễn Văn Hiếu   | Trung tướng | 1975          | Khóa 3   | Truy thăng            |
| 13  | Nguyễn Cao        | Thiếu tướng | 1965          | Khóa 4   |                       |
| 14  | Trương Quang Ân   | Thiếu tướng | 1968          | Khóa 7   | Truy thăng            |
| 15  | Lâm Quang Thơ     | Thiếu tướng | 1970          | Khóa 3   |                       |
| 16  | Phạm Văn Phú      | Thiếu tướng | 1971          | Khóa 8   | Tự sát ngày 30/4/1975 |
| 17  | Trần Bá Di        | Thiếu tướng | 1972          | Khóa 5   |                       |
| 18  | Đào Duy Ân        | Thiếu tướng | 1974          | Khóa 4   |                       |
| 19  | Đỗ Kế Giai        | Thiếu tướng | 1974          | Khóa 5   |                       |
| 20  | Lê Minh Đảo       | Thiếu tướng | 1975          | Khóa 10  |                       |
| 21  | Phan Đình Niệm    | Thiếu tướng | 1975          | Khóa 4   |                       |
| 22  | Trần Văn Hai      | Chuẩn tướng | 1970          | Khóa 7   | Tự sát ngày 30/4/1975 |
| 23  | Vũ Văn Giai       | Chuẩn tướng | 1971          | Khóa 10  |                       |
| 24  | Nguyễn Văn Phước  | Chuẩn tướng | 1971          | Khóa 3   | Truy thăng            |
| 25  | Lý Tòng Bá        | Chuẩn tướng | 1972          | Khóa 6   |                       |
| 26  | Trần Văn Cẩm      | Chuẩn tướng | 1972          | Khóa 5   |                       |
| 27  | Võ Dinh           | Chuẩn tướng | 1972          | Khóa 3   |                       |
| 28  | Lê Đức Đạt        | Chuẩn tướng | 1972          | Khóa 5   | Truy thăng            |
| 29  | Trương Hữu Đức    | Chuẩn tướng | 1972          | Khóa 10  | Truy thăng            |
| 30  | Lý Bá Hỷ          | Chuẩn tướng | 1972          | Khóa 3   |                       |
| 31  | Đỗ Kiến Nhiễu     | Chuẩn tướng | 1972          | Khóa 4   |                       |
| 32  | Trần Văn Nhựt     | Chuẩn tướng | 1972          | Khóa 10  |                       |
| 33  | Chương Dzềnh Quay | Chuẩn tướng | 1972          | Khóa 5   |                       |
| 34  | Lê Văn Thân       | Chuẩn tướng | 1972          | Khóa 7   |                       |
| 35  | Trần Đình Thọ     | Chuẩn tướng | 1972          | Khóa 6   |                       |
| 36  | Diệp Quang Thủy   | Chuẩn tướng | 1972          | Khóa 6   |                       |
| 37  | Lê Văn Tư         | Chuẩn tướng | 1972          | Khóa 5   |                       |
| 38  | Lý Đức Quân       | Chuẩn tướng | 1973          | Khóa 8   | Truy thăng            |
| 39  | Trần Quang Khôi   | Chuẩn tướng | 1974          | Khóa 6   |                       |
| 40  | Nguyễn Ngọc Oánh  | Chuẩn tướng | 1974          | Khóa 3   |                       |
| 41  | Huỳnh Thới Tây    | Chuẩn tướng | 1975          | Khóa 8   |                       |
| 42  | Mạch Văn Trường   | Chuẩn tướng | 1975          | Khóa 12  |                       |

## Chỉ huy trưởng qua các thời kỳ
| Stt | Họ và Tên                          | Cấp bậc     | Tại chức       | Tên Trường      | Chú thích                                                                                         |
| --- | ---------------------------------- | ----------- | -------------- | --------------- | ------------------------------------------------------------------------------------------------- |
| 1   | Nguyễn Văn Chuân                   | Trung tá    | 1954-1955      | Võ bị Liên quân | Sau cùng là Thiếu tướng Tư lệnh Quân đoàn I. Giải ngũ năm 1966                                    |
| 2   | Nguyễn Văn Thiệu                   | Trung tá    | 1955-1957      | Võ bị Liên quân | Chỉ huy trưởng lần thứ nhất                                                                       |
| 3   | Hồ Văn Tố                          | Trung tá    | 1957-1958      | Võ bị Liên quân | Sau cùng là Thiếu tướng Chỉ huy trưởng Liên trường Võ khoa Thủ Đức. Từ trần năm 1962              |
| 4   | Nguyễn Văn Thiệu                   | Trung tá    | 1958-1959      | Võ bị Liên quân | Tái nhiệm lần thứ 2. Sau cùng mang cấp bậc Trung tướng. Đắc cử Tổng thống 2 nhiệm kỳ từ 1967-1975 |
| 5   | Lê Văn Kim                         | Thiếu tướng | 1959-1960      | Võ bị Quốc gia  | Giải ngũ năm 1965                                                                                 |
| 6   | Trần Ngọc Huyến Võ khoa Thủ Đức K2 | Trung tá    | 1960-1964      | Võ bị Quốc gia  | Giải ngũ ở cấp Đại tá                                                                             |
| 7   | Trần Tử Oai                        | Thiếu tướng | 1/1964-2/1964  | Võ bị Quốc gia  | Giải ngũ năm 1965 ở cấp Thiếu tướng                                                               |
| 8   | Trần Văn Trung                     | Đại tá      | 2/1964-6/1964  | Võ bị Quốc gia  | Sau cùng là Trung tướng Tổng cục trưởng Tổng cục Chiến tranh Chính trị                            |
| 9   | Nguyễn Văn Kiểm                    | Đại tá      | 6/1964-9/1965  | Võ bị Quốc gia  | Sau cùng là Thiếu tướng Chỉ huy trưởng Thiết Giáp. Năm 1969, tử thương do VC đánh bom sát hại     |
| 10  | Lâm Quang Thơ                      | Đại tá      | 9/1965-11/1966 | Võ bị Quốc gia  | Chỉ huy trưởng lần thứ 1                                                                          |
| 11  | Đỗ Ngọc Nhận Võ bị Đà Lạt K3       | Đại tá      | 1966-1968      | Võ bị Quốc gia  | Giải ngũ ở cấp Đại tá                                                                             |
| 12  | Lâm Quang Thi                      | Thiếu tướng | 7/1968-1972    | Võ bị Quốc gia  | Sau cùng là Trung tướng Tư lệnh Quân đoàn I                                                       |
| 13  | Lâm Quang Thơ                      | Thiếu tướng | 1972-30/4/1975 | Võ bị Quốc gia  | Tái nhiệm lần thứ 2                                                                               |

## Tướng lãnh xuất thân từ các trường Võ bị khác

### Nội ứng Nghĩa Đinh (Trường Huấn luyện Quân sự Cái Vồn)
| Stt | Họ và tên        | Cấp bậc     | Năm phong cấp | Niên khóa | Chú thích |
| --- | ---------------- | ----------- | ------------- | --------- | --- |
| 1   | Trình Minh Thế   | Trung tướng | 1955          | 1939-1940 | Nguyên gốc sĩ quan cấp tướng của Quân đội Cao Đài, năm 1954 phục vụ Quốc gia được đồng hóa cấp Thiếu tướng Quân đội Quốc gia, năm 1955 tử trận được truy thăng Trung tướng |
| 2   | Văn Thành Cao    | Thiếu tướng | 1955          | 1939-1940 | Nguyên gốc sĩ quan cấp tá của Quân đội Cao Đài, năm 1954 phục vụ Quốc gia được đồng hóa cấp Đại tá Quân đội Quốc gia, năm 1955 được thăng cấp Thiếu tướng.                 |
| 3   | Trần Văn Soái    | Trung tướng | 1955          | 1939-1940 | Nguyên sĩ quan cấp tướng của Quân đội Hòa Hảo, năm 1956 phục vụ Quốc gia, được đồng hóa cấp Trung tướng Quân đội Quốc gia. Giải ngũ năm 1956.                              |
| 4   | Lâm Thành Nguyên | Trung tướng | 1955          | 1939-1940 | Nguyên sĩ quan cấp tướng của Quân đội Hòa Hảo, năm 1955 chính thức phục vụ Quốc gia được đồng hóa cấp Trung tướng Quân đội Quốc gia. Giải ngũ năm 1955.                    |
| 5   | Cao Hảo Hớn      | Trung tướng | 1971          | 1944-1945 | Nguyên phục vụ trong Quân đội Hòa Hảo, năm 1946 gia nhập Quân đội thuộc địa Pháp được học tiếp khóa 1 tại trường Võ bị Liên quân Viễn Đông Đà Lạt.                         |

### Võ bị TÔNG Sơn Tây
| Stt | Họ và tên                | Cấp bậc     | Năm phong cấp | Khoá học | Chú thích |
| --- | ------------------------ | ----------- | ------------- | -------- | --------- |
| 1   | Thái Quang Hoàng         | Trung tướng | 1956          | Khóa 1   |           |
| 2   | Trần Văn Đôn             | Trung tướng | 1957          | Khóa 2   |           |
| 3   | Trần Văn Minh (Lục quân) | Trung tướng | 1957          | Khóa 2   |           |
| 4   | Linh Quang Viên          | Trung tướng | 1967          | Khóa 1   |           |
| 5   | Nguyễn Văn Vỹ            | Trung tướng | 1954          | Khóa 1   |           |
| 6   | Nguyễn Văn Là            | Trung tướng | 1968          | Khóa 3   |           |
| 7   | Nguyễn Văn Vận           | Thiếu tướng | 1954          | Khóa 1   |           |
| 8   | Trần Tử Oai              | Thiếu tướng | 1962          | Khóa 3   |           |

### Võ bị Liên quân Viễn Đông Đà Lạt
| Stt | Họ và Tên        | Cấp bậc     | Năm phong cấp | Chú thích                           |
| --- | ---------------- | ----------- | ------------- | ----------------------------------- |
| 1   | Nguyễn Khánh     | Đại tướng   | 1964          | Khóa 1 Nguyễn Văn Thinh (1946-1947) |
| 2   | Trần Thiện Khiêm | Đại tướng   | 1964          | Khóa 1 Nguyễn Văn Thinh (1946-1947) |
| 3   | Dương Văn Đức    | Trung tướng | 1964          | Khóa 1 Nguyễn Văn Thinh (1946-1947) |
| 4   | Trần Ngọc Tám    | Trung tướng | 1964          | Khóa 1 Nguyễn Văn Thinh (1946-1947) |
| 5   | Cao Hảo Hớn      | Trung tướng | 1971          | Khóa 1 Nguyễn Văn Thinh (1946-1947) |
| 6   | Lâm Văn Phát     | Trung tướng | 1975          | Khóa 1 Nguyễn Văn Thinh (1946-1947) |
| 7   | Đặng Thanh Liêm  | Thiếu tướng | 1964          | Khóa 1 Nguyễn Văn Thinh (1946-1947) |
| 8   | Bùi Hữu Nhơn     | Thiếu tướng | 1965          | Khóa 1 Nguyễn Văn Thinh (1946-1947) |
| 9   | Nguyễn Văn Kiểm  | Thiếu tướng | 1968          | Khóa 1 Nguyễn Văn Thinh (1946-1947) |
| 10  | Phạm Đăng Lân    | Chuẩn tướng | 1964          | Khóa 1 Nguyễn Văn Thinh (1946-1947) |

### Trường Võ bị Địa phương

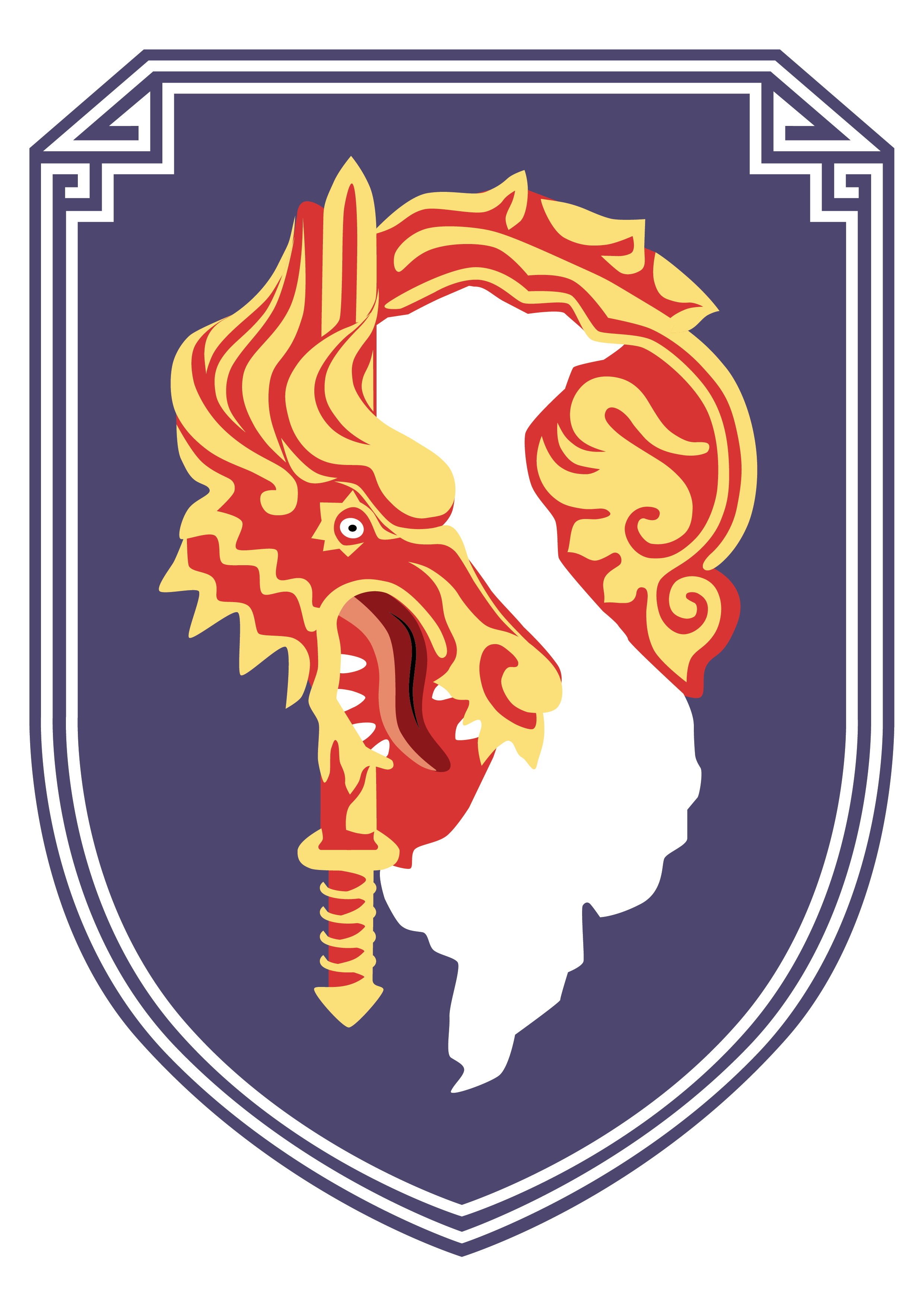
Phù hiệu Trường Võ bị Đà Lạt / Trường Võ bị Quốc gia Việt Nam

| Stt | Họ và tên         | Cấp bậc     | Năm phong cấp | Chú thích |
| --- | ----------------- | ----------- | ------------- | --- |
| 1   | Phạm Xuân Chiểu   | Trung tướng | 1963          | Trường Lục quân Trần Quốc Tuấn - Chapa Niên khóa 1946-1947                                                          |
| 2   | Dương Văn Minh    | Đại tướng   | 1964          | Trường Sĩ quan Thủ Dầu Một Niên khóa 1938-1939                                                                      |
| 3   | Đỗ Cao Trí        | Đại tướng   | 1971          | Trường Võ bị Nước Ngọt (École Militaire Nuoc Ngot - Vung Tau) Khóa 2 Đỗ Hữu Vị, Võ bị Liên quân Viễn Đông 1947-1948 |
| 4   | Nguyễn Xuân Trang | Thiếu tướng | 1969          | Trường Võ bị Nước Ngọt (École Militaire Nuoc Ngot - Vung Tau) Khóa 2 Đỗ Hữu Vị, Võ bị Liên quân Viễn Đông 1947-1948 |
| 5   | Dương Ngọc Lắm    | Thiếu tướng | 1964          | Trường Võ bị Nước Ngọt (École Militaire Nuoc Ngot - Vung Tau) Khóa 2 Đỗ Hữu Vị, Võ bị Liên quân Viễn Đông 1947-1948 |
| 6   | Cao Văn Viên      | Đại tướng   | 1967          | Trường Hoàn Hảo Hạ sĩ quan Cap St Jacques - Vung Tau Khóa 1 (1949-1950)                                             |
| 7   | Nguyễn Chánh Thi  | Trung tướng | 1965          | Trường Hoàn Hảo Hạ sĩ quan Cap St Jacques - Vung Tau Khóa 1 (1949-1950)                                             |
| 8   | Nguyễn Hữu Hạnh   | Chuẩn tướng | 1970          | Trường Hoàn Hảo Hạ sĩ quan Cap St Jacques - Vung Tau Khóa 1 (1949-1950)                                             |
| 9   | Nguyễn Văn Chức   | Chuẩn tướng | 1972          | Cap St Jacques - Vung Tau Khóa 2 (1950-1951)                                                                        |
| 10  | Võ Văn Cảnh       | Thiếu tướng | 1974          | Trường Võ bị Địa phương Huế K3                                                                                      |
| 11  | Phan Hòa Hiệp     | Chuẩn tướng | 1972          | Trường Võ bị Địa phương Huế K1                                                                                      |
| 12  | Trần Văn Cẩm      | Chuẩn tướng | 1972          | Trường Võ bị Địa phương Huế K1                                                                                      |
| 13  | Lê Nguyên Vỹ      | Chuẩn tướng | 1974          | Trường Võ bị Địa phương Huế K2                                                                                      |

## Huy hiệu[35]
Huy hiệu của Trường được thực hiện từ lúc Trường di chuyển về Đà Lạt, do SVSQ Đỗ Ngọc Thuận Khóa 3, sáng tác khi đang học trong Trường. Huy hiệu mang ý nghĩa:
- Người SVSQ mang bầu nhiệt huyết của con Rồng cháu Tiên, ôm trọn giang sơn gấm vóc từ Ải Nam Quan đến Mũi Cà Mau.
- Thanh kiếm thẳng đứng biểu trưng lời thề nguyền thi hành đại nghĩa của người SVSQ.
- Màu xanh tượng trưng cho ý chí kiêu hùng của người SVSQ.
- Màu đỏ tượng trưng sự hy sinh của dân tộc Việt trong việc bảo vệ quê hương.

## Phương châm của SVSQ[35]
Tự thắng để chỉ huy là phương châm của SVSQ và cũng là kim chỉ nam của nghệ thuật chỉ huy. Hay nói cách khác, muốn chỉ huy thuộc cấp phải tự thắng mình trước.